# Aromobates serranus
Aromobates serranus е вид жаба от семейство Aromobatidae. Видът е застрашен от изчезване.

## Разпространение
Разпространен е във Венецуела.

## Описание
Популацията на вида е намаляваща.